# Højdetræning
Højdetræning anvendes af idrætsudøvere, som udfører længerevarende udholdenhedskonkurrencer (cykelryttere, løbere, skiløbere, svømmere, triatleter etc.)
Træningsformen anvendes for at hæve koncentrationen af røde blodlegemer , hvilket forstærker udøverens iltoptagelse.
Idrætsudøvere som deltager i kortere konkurrencer har som regel ikke nogen glæde af denne form for træning.

## Princip
Bo og hvile i et miljø med lavt barometertryk og træne under normalt barometertryk. 

## Effekt
Ved at hvile og bo under lavt barometertryk, ( luften indeholder mindre ilt ), kan følgende effekter opnås:
Koncentrationen af røde blodlegemer, (hæmatokritværdi), forøges, ca. 3% for en normal veltrænet person, som har en koncentration på ca. 38 – 43% for kvinder og 40 – 45% for mænd.
Høj hæmatokrit medfører at blodets viskositet stiger med risiko for blodpropper. Der er i nogle sportsgrene, eksempelvis cykling, indført en maksimal grænse på 50%.
Den større mængde af røde blodlegemer bevirker at blodet vil være i stand til at transportere mere ilt til arbejdende muskler, med bedre sportslige resultater til følge på grund af øget udholdenhed og bedre restitution.
En ulempe kan være forøget jerntab. Jern er nødvendig ved produktion af røde blodlegemer hvorfor indtag af jernsupplement kan være nødvendig.

## Metoder
- Bo og hvile på et bjerg, træne i en dal

- Bo højt og træn i samme højde med ilttilførsel (maske)

- Sov og hvil i et ilttelt

- Sov og hvil i et ilthus

- Sov og hvil i et trykkammer

- Doping

## Nøgletal
- Højden hvor der skal hviles og bo afhænger af det enkelte individ, men for de fleste vil en højde over havets overflade på 3.000 meter være passende.

- Tre til fire uger vil være en passende tidshorisont for at opnå maksimal effekt.

- Træningen skal finde sted under ca. 1.000 meters højde. Trænes der i for stor højde er det svært at træne intensivt.

- Den opnåede effekt er aftaget og normal efter ca. fire uger.

## Ikke tilladt
I sportslig sammenhæng er det ikke tilladt at anvende medicin, doping, for at hæve koncentrationen af røde blodlegemer. Eksempelvis stimuleres produktionen ved brug af hormonet erytropoietin (EPO).

## Note
1. ↑  "Journal of Applied Physiologi  -  Eighteen days of "living high, training low" stimulate erythropoiesis and enhance aerobic performance in elite middle-distance runners". Arkiveret fra originalen 11. juni 2014. Hentet 14. februar 2013.